# Теа Айнедер
Теа Айнедер (нім. Thea Einöder, 8 червня 1951) — німецька академічна веслувальниця.
Бронзова призерка Олімпійських Ігор 1976 року в складі розпашної двійки без стернової.
Бронзова призерка Чемпіонату світу 1975 року в складі розпашної четвірки зі стерновою.